# Marty Pavelich
Martin Nicholas „Marty“ Pavelich (* 6. November 1927 in Sault Ste. Marie, Ontario; † 27. Juni 2024 in Flower Mound, Texas, USA) war ein kanadischer Eishockeyspieler, der im Verlauf seiner aktiven Karriere zwischen 1947 und 1957 insgesamt 725 Spiele für die Detroit Red Wings in der National Hockey League (NHL) auf der Position des linken Flügelstürmers gespielt hat. Mit dem Team gewann er in den 1950er Jahren viermal den Stanley Cup.

## Karriere
Marty Pavelich begann seine Laufbahn im Jahr 1944 beim Juniorenteam der Galt Red Wings in der Ontario Hockey Association (OHA), wo er drei Jahre Eishockey spielte. Am 9. September 1947 unterschrieb er seinen ersten Vertrag als professioneller Spieler bei den Detroit Red Wings aus der National Hockey League (NHL). Er begann die Saison 1947/48 bei den Indianapolis Capitals in der American Hockey League (AHL), für die er in 26 Spielen im Einsatz stand. Pavelich erspielte sich noch in derselben Saison einen Stammplatz bei den Red Wings und schaffte mit der Mannschaft aus Detroit den Einzug in die Finalspiele um den Stanley Cup, verlor allerdings in vier Spielen gegen die Toronto Maple Leafs. Ein Jahr später steigerte er seine Vorjahreswerte und schoss zehn Tore, gab 17 Torvorlagen und sammelte 27 Punkte in 69 Spielen.
Doch wie schon im Vorjahr unterlag die Mannschaft in den Finalspielen bereits in vier Spielen gegen die Toronto Maple Leafs und verpasste den Gewinn der Trophäe. In der Saison 1949/50 hielt er seinen Punkteschnitt aus dem Vorjahr und bezwang in der ersten Runde die Maple Leafs in sieben Spielen. Auch die umkämpfte Finalserie gegen die New York Rangers – die letzten vier Spiele endeten mit nur einem Tor Differenz – wurde in Spiel sieben entschieden, als die Red Wings in der zweiten Overtime das entscheidende Tor zum Sieg schossen. 1952 gewann Pavelich seinen zweiten Stanley Cup mit dem Team und setzte sich in den Finalspielen gegen die Canadiens de Montréal durch. 1954 und 1955 gewann er noch zwei weitere Male die Trophäe.
Pavelich wurde viermal in ein NHL All-Star Game eingeladen, jeweils im selben Jahr, als er mit dem Detroit Red Wings den Stanley Cup gewonnen hatte und damit als amtierender Meister auf eine Auswahl bestehend aus den Topspielern der restlichen Teams traf. In Detroit spielte er zumeist mit Tony Leswick und Glen Skov in einer Reihe. 1957 beendete er seine Karriere, doch ein Jahr später erhielt er von Jack Adams, damals General Manager in Detroit, ein erneutes Vertragsangebot, das er allerdings ablehnte. Später war er zusammen mit Ted Lindsay als Unternehmer tätig.
Marty Pavelich verstarb am 27. Juni 2024 im Alter von 96 Jahren in Flower Mound im US-Bundesstaat Texas. Zu diesem Zeitpunkt war er der zweitälteste Ex-NHL-Spieler nach Steve Wochy.

## Erfolge und Auszeichnungen
| - 1950 Stanley-Cup-Gewinn mit den Detroit Red Wings - 1950 Teilnahme am NHL All-Star Game - 1952 Stanley-Cup-Gewinn mit den Detroit Red Wings - 1952 Teilnahme am NHL All-Star Game | - 1954 Stanley-Cup-Gewinn mit den Detroit Red Wings - 1954 Teilnahme am NHL All-Star Game - 1955 Stanley-Cup-Gewinn mit den Detroit Red Wings - 1955 Teilnahme am NHL All-Star Game |

## Karrierestatistik
(Legende zur Spielerstatistik: Sp oder GP = absolvierte Spiele; T oder G = erzielte Tore; V oder A = erzielte Assists; Pkt oder Pts = erzielte Scorerpunkte; SM oder PIM = erhaltene Strafminuten; +/− = Plus/Minus-Bilanz; PP = erzielte Überzahltore; SH = erzielte Unterzahltore; GW = erzielte Siegtore; 1 Play-downs/Relegation; Kursiv: Statistik nicht vollständig)